# 2012 في الدنمارك
فيما يلي قوائم الأحداث التي وقعت خلال عام 2012 في الدنمارك.

## رياضة
- 27 مايو – طواف إيطاليا 2012 الفائزون 2012 Lampre–ISD season [الإنجليزية]‏، Matteo Rabottini [الإنجليزية]‏، خواكيم رودريغيث، Martijn Keizer [الإنجليزية]‏، 2012 Garmin–Sharp season [الإنجليزية]‏، ريغوبيرتو أوران، توماس دي جيندت، رايدر هيسجيدال.

## أفلام
من الأفلام التي صدرت هذه السنة في الدنمارك:
- 13 يناير – هاملتون: في مصلحة الأمة من إخراج Kathrine Windfeld [الإنجليزية]‏.
- 20 مايو – الصيد من إخراج توماس فنتربيرغ.
- 31 أغسطس – فعل القتل من إخراج جوشوا أوبنهايمر.

## مواليد

### يناير
- 24 يناير – أثينا أميرة الدنمارك

## وفيات

### أبريل
- 16 أبريل – ميرسك مولر (مواليد 1913)